# Michele Busa
Michele Busa, född 21 augusti 2001 i Faenza, är en italiensk simmare. 

## Karriär
Vid kortbane-VM 2024 i Budapest var Busa en del av Italiens kapplag som tog brons på 4×100 meter medley. Han slutade även på femte plats på 50 meter fjärilsim och noterade ett nytt italienskt rekord med tiden 22,01 sekunder, vilket var en hundradel snabbare än Matteo Rivoltas tidigare rekord från 2021.